# Резолюция Совета Безопасности ООН 647
Резолюция Совета Безопасности ООН 647 — документ, инициированный 11 января 1990 года на 2904-м заседании Совета Безопасности ООН в связи с письмом генерального секретаря ООН Хавьера Переса де Куэльяра относительно урегулирования ситуации в Афганистане и деятельности миссии добрых услуг ООН в Афганистане и Пакистане.
Резолюция была единогласно принята голосами 15 членов совета.

## Решение
СБ ООН соглашается с предложениями генерального секретаря ООН, указанными в его письме от 9 января 1990 года относительно договорённостей о временном размещении в Афганистане и Пакистане военных специалистов из существующих операций ООН для оказания содействия в осуществлении миссии добрых услуг ООН в Афганистане и Пакистане на дополнительный двухмесячный период до 15 марта 1990 года.